# جین دمن مک‌آولیف
جین دَمِن مک‌آولیف (به انگلیسی: Jane Dammen McAuliffe)؛ زادهٔ پنسیلوانیا، پژوهشگری شناخته‌شده در سطح جهان در زمینهٔ اسلام‌شناسی است. تخصص اصلی او تفاسیر قرآن است. او مدرک کارشناسی فلسفه و مطالعات کلاسیک را از کالج ترینیتی واقع در واشینگتن دی.سی. گرفت و مدرک کارشناسی ارشد در مذهب‌شناسی و مدرک دکترا در اسلام‌شناسی را از دانشگاه تورنتو اخذ کرد.